# فرود فولادوند
فتح‌الله منوچهری (زادهٔ ۵ آذر ۱۳۲۰ – ناپدیدشده در ۲۷ دی ۱۳۸۵) که بیشتر با نام مستعار فرود فولادوند شناخته می‌شود، بنیان‌گذار و رهبر شاخهٔ نظامی آن به نام «گروه تندر» و انجمن پادشاهی ایران بود. او پیش از انقلاب ۱۳۵۷، صداپیشه و کارگردان سینمای ایران بود. فولادوند پس از انقلاب اسلامی، علیه نظام جمهوری اسلامی ایران به فعالیت پرداخت و بعدها شبکه‌های تلویزیونی ما تی‌وی و یور تی‌وی را راه‌اندازی کرد که در این شبکه‌ها برنامه‌هایی در مورد نقد تند از دین اسلام و براندازی جمهوری اسلامی منتشر می‌کرد.
نزدیک به ۱۸ سال است که فرود فولادوند در ترکیه ناپدید شده‌است. عفو بین‌الملل بازداشت فرود فولادوند را تأیید کرده و از بازداشت او طی «عملیات فریب» وزارت اطلاعات جمهوری اسلامی اطلاع داده‌است. از سرنوشت فرود فولادوند اطلاعی در دسترس نیست.

## اوایل زندگی

### فعالیت هنری

صحنه‌ای از فیلم خانوم خانوما با حضور و کارگردانی منوچهری

به خاطر استعداد و علاقه‌ای که فرود فولادوند به کار رسانه‌ای و فرهنگی داشت، در سن ۱۷ سالگی وارد رادیو نیروی هوایی شد و خیلی زود تبدیل به یکی از مدیران جوان رادیو نیروی هوایی شد که از جمله کارهای معروف وی در این دوره نمایشنامه‌های «کارآگاه جانی دالر» بود.
وی فعالیت‌های هنری و حرفه‌ای خود را در این دوره به عرصه دوبلاژ فیلم‌های خارجی کشاند و فعالیت خود را در صداپیشگی (دوبله) با صحبت در نقش چیچو (در مجموعه فیلم‌های چیچو و فرانکو) آغاز کرد. او با وجود رقابت‌های شدید هنرمندان، تبدیل به یکی از جوان‌ترین دوبلورهای معروف عرصه سینمای ایران شد. استعداد وی در این رشته به حدی بود که در یک فیلم دوبلهٔ ۳۰ کاراکتر مختلف را یک‌جا برعهده داشت. مسئولیت گویندگی بر روی مستند تاجگذاری محمدرضا پهلوی نیز به او سپرده شد.
فعالیت‌های دیگر او در این دوره نوشتن چندین نمایش‌نامه و فیلم‌نامه، کارگردانی چند فیلم، نوشتن چند کتاب و سرودن اشعار است.
فعالیت‌های سینمایی فرود فولادوند در ایران نویسندگی، تهیه‌کنندگی و ساخت فیلم‌های بلند خانوم خانوما، فیلم شهر شراب که درامی در مورد زندگی یک کودک نامشروع بود و فیلم وقتی که آسمان بشکافد است. دیگر آثار او فیلم شیر سینا با تیتر اصلی قلب من قدس، دو شب در اضطراب، اسیر شیطان و مرد جهان سومی هستند که پس از انقلاب در مصر ساخته شده‌اند. او در فیلم خانوم خانوما به بازیگری نیز پرداخته‌است.

## فعالیت سیاسی و ناپدید شدن
فرود فولادوند پس از انقلاب ۱۳۵۷ به مصر رفت و به مدت ۱۴ سال در قاهره اقامت داشت. او سپس به ترکیه رفت و با تشکیل گروهی کوچک، اعلام کرد که هدف «بازگرداندن رضا پهلوی به ایران» را دنبال می‌کند. این گروه یازده‌نفره ابتدا نام «گیووارگان» را برای خود انتخاب کرده بودند.
فولادوند پس از ترکیه به لندن مهاجرت کرد و در ابتدا مدتی با مطبوعات فارسی‌زبان همکاری داشت اما در سال‌های نخست دهه ۱۳۸۰ انجمنی سیاسی به نام «انجمن پادشاهی ایران» را پایه‌گذاری کرد. او همچنین یک شبکه تلویزیونی با نام یور تی‌وی نیز راه‌اندازی و مدیریت کرد که در برنامه‌های آن علیه نظام جمهوری اسلامی سخن می‌گفت و انتقادهای شدیدی از دین اسلام می‌کرد. به گفته داریوش همایون فعالیت این شبکه مخالفت‌های بسیاری را به دنبال داشت. برنامه‌های ماهواره‌ای او توسط شرکت‌های اروپایی قطع شد و او پس از مهاجرت به لس آنجلس، شبکهٔ تلویزیونی‌اش را از نو با نام ما تی‌وی سازماندهی کرد.
او همچنین با تأسیس «گروه تندر» و یک شبکه رادیویی با همین نام، می‌کوشید تا با جوانان داخل ایران ارتباط برقرار کرده و علیه حکومت فعالیت کنند. گروه تندر از سوی رسانه‌های حکومتی و مقامات جمهوری اسلامی ایران به فعالیت تروریستی و چندین عملیات مسلحانه از جمله بمب‌گذاری ۱۳۸۷ شیراز متهم شده‌است.
او در سال ۱۳۸۴ و در آستانه انتخابات ریاست جمهوری ایران، از سوی بخش ضد ترور اسکاتلندیارد انگلیس بازداشت شد که خبر آن در صدر رسانه‌های بریتانیایی جای گرفت؛ اما پس از ۴۸ ساعت آزاد شد. آخرین برنامه تلویزیونی فولادوند در سال ۱۳۸۵ پخش شد.
بر اساس گزارش سازمان عفو بین‌الملل، فولادوند به همراه دو همراه خویش به نام‌های الکساندر ولی‌زاده (با نام مستعار کورش لُر) با تابعیت دوگانه ایرانی-آمریکایی و همچنین ناظم اشمیت (با نام مستعار سیمرغ) با تابعیت ایرانی-آلمانی از تاریخ ۱۷ ژانویه ۲۰۰۷ (دی‌ماه ۱۳۸۵) در استان حکاری ترکیه و در نزدیکی مرز ایران ناپدید شد.
بر اساس این گزارش «این سه نفر توسط مأموران امنیتی جمهوری اسلامی طی یک عملیات فریب ربوده شده و در ایران زندانی‌اند» و همچنین خودروی حامل آن‌ها با شیشه‌های شکسته و بدون شماره پیدا شده‌است. همچنین برخی گزارش‌های ضد و نقیض از ربوده‌شدن فرود فولادوند و همراهانش در کردستان عراق حکایت دارند. کیانوش منوچهری، پسر فرود فولادوند به رسانه‌ها گفته بود که بعد از ناپدید شدن پدرش، با او تماس‌هایی گرفته شده و از او خواسته شده بود تا دربارهٔ سرنوشت پدرش سکوت کند.
در تاریخ ۱۸ آبان ۱۴۰۰، اکبر خوش‌کوش مأمور سابق وزارت اطلاعات در مصاحبه‌ای با سایت خبری رویداد ۲۴ مدعی شد که: «سازمان اطلاعات و امنیت ترکیه، فرود فولادوند را به حکومت ایران تحویل داد و در ازای آن ایران یک نفر را که ترک‌ها می‌خواستند، به ترکیه تحویل داد.»
تا اکنون اطلاعی از سرنوشت فولادوند در دسترس نیست؛ اما اتهام احتمالی او با توجه به قوانین مجازات اسلامی، محاربه و فساد فی‌الارض است که با درنظرگرفتن این موارد با پیامد شکنجه و اعدام روبرو است.

## آیین ریشه‌ای
«آیین ریشه‌ای شاهنشاهی ایران» سندی است که از سوی انجمن پادشاهی ایران و به‌دست فرود فولادوند برای فردای رهایی ایران نگاشته شده‌است. پیش‌نویس این سند که برگرفته از فرمان‌های پادشاهان ایران و همچنین متن شاهنامه فردوسی است در ۱۷ بند اصلی، ۴ بند، در پیوست نخست و ۵ بند در پیوست دوم تنظیم شده‌است. آیین ریشه‌ای نخستین بار ۱۸ سال پس از انقلاب ۱۳۵۷ منتشر شد.

## آثار سینمایی

### فیلم‌ها
| سال  | نام                  | بازیگر | کارگردان | فیلم‌نامه‌نویس | تهیه‌کننده |
| ---- | -------------------- | ------ | -------- | ------------ | --------- |
| ۱۳۵۱ | خانوم خانوما         | آری    | آری      | آری          | آری       |
| ۱۳۵۵ | وقتی که آسمان بشکافد | نه     | آری      | آری          | آری       |
| ۱۳۵۵ | شهر شراب             | نه     | آری      | آری          | آری       |
| ۱۳۶۵ | مرد جهان سومی        | نه     | آری      | آری          | نه        |

### سرپرستی گویندگان
- سرباز اسلام (۱۳۵۹)
- قدغن (۱۳۵۷)
- شهر شراب (۱۳۵۵)
- وقتی که آسمان بشکافد (۱۳۵۵)
- راننده اجباری (۱۳۵۴)
- طاهر (۱۳۵۲)

### دوبله
- مردی به نام نون (نقش استیون بوید)
- رئیس بزرگ (دوبله اول نقش بروسلی)
- حرفه‌ای‌ها (نقش رابرت رایان)
- راسپوتین (نقش کریستوفر لی یا راسپوتین)
- تسخیرناپذیران (دوبله اول در نقش ترنس هیل)
- به من میگن ترینیتی (دوبله اول در نقش ترنس هیل)
- هنوز ترینیتی هستم (دوبله اول در نقش ترنس هیل)
- تمام راه، بچه‌ها (نقش ترنس هیل)
- جون من یه چک بزن (نقش ترنس هیل)
- نبرد تانک‌ها (نقش هنری فوندا)
- خارطوم (نقش ریچارد جانسون)
- مرد قانون (نقش برت لنکستر)
- غازهای وحشی (نقش ریچارد هریس)